# Gdańska Szkoła Wyższa
Gdańska Szkoła Wyższa – niepubliczna uczelnia z siedzibą w Gdańsku. Rozpoczęła swoją działalność na mocy wpisu do Rejestru Uczelni Niepublicznych i Związków Uczelni Niepublicznych prowadzonego przez Ministra Nauki i Szkolnictwa Wyższego zgodnie z art. 29 ust. 3 ustawy z dnia 27 lipca 2005 r. – Prawo o szkolnictwie wyższym (Dz.U. Nr 164, poz. 1365, z późn. zm.) pod nr. 244 od roku 2002. Do końca 2011 szkoła działała pod nazwą „Gdańska Wyższa Szkoła Administracji”. W 2013 nastąpiło połączenie uczelni niepublicznych, poprzez włączenie Mazurskiej Szkoły Wyższej z siedzibą w Ełku do Gdańskiej Szkoły Wyższej z siedzibą w Gdańsku. W 2016 uczelnia przeniosła się na Biskupią Górkę. W 2025 uczelnia dołączyła do Grupy Uczelni Vistula.
Uczelnia posiada uprawnienia do prowadzenia kształcenia na kierunkach:
- studia licencjackie: pedagogika, administracja, turystyka i rekreacja, edukacja artystyczna w zakresie sztuk plastycznych;
- studia inżynierskie: zarządzanie i inżynieria produkcji, architektura krajobrazu, gospodarka przestrzenna;
- studia magisterskie: administracja;
- podyplomowe: bezpieczeństwo i higiena pracy, zarządzanie w administracji publicznej, terapia pedagogiczna.

Szkoła prowadzi wydziały zamiejscowe w Olsztynie, Słupsku i Tczewie. Gdańska Szkoła Wyższa otrzymała tytuł „JAKOŚĆ ROKU 2012” oraz posiada certyfikaty „Wiarygodna Szkoła” i „Dobra Uczelnia Dobra Praca”.
Profesorami Gdańskiej Szkoły Wyższej są m.in. Andrzej Pułło i Jacek Mrozek.

## Władze[10]
- Rektor – dr hab. Wawrzyniec Konarski, prof. AFiB Vistula
- Prorektor – dr inż. Wioleta Mikołajczewska, prof. AFiB Vistula
- Dyrektor Generalny – dr Ali Sengul